# Stazione di Valencia-Nord
La stazione del Nord (Estación del Norte in castigliano, Estació del Nord in valenciano) di Valencia è una stazione ferroviaria posta al centro della città spagnola. Si trova accanto alla Plaza de Toros de Valencia.
Rappresenta uno dei monumenti più emblematici dell'architettura cittadina. A pochi passi dall'ingresso è presente la stazione Xàtiva della metropolitana di Valencia, incrocio delle linee 3, 5 e 9.
La stazione è situata in un punto strategico sul corridoio del Mediterraneo. Le principali linee di collegamento sono la linea Alicante-Valencia, la linea Valencia-Tarragona, la Madrid-Valencia e Valencia-Llíria. Dispone di 11 binari.